# Wallis i Futuna
Wallis i Futuna (en francès Wallis-et-Futuna, en les llengües polinèsies locals wallisià i futunià Uvea mo Futuna) és una col·lectivitat d'ultramar francesa situada a l'oceà Pacífic entre les illes de Fiji i Samoa i al nord de les Tonga.

## Illes
- Wallis, o Uvea, consta d'una illa de 96 km² envoltada d'una corona d'illots de corall. Constitueix el regne d'Uvea, dividit en tres districtes, i amb la capital a Mata-Utu.
  - Illots: Nukuloa, Nukutapu, Luaniva, Fugalei, Nukuhifala, Faioa, Nukuatea.
- Illes Hoorn (o Horn). Són a 250 km de Wallis.
  - Futuna (o Hoorn). Illa de 64 km², dividida en dos regnes: Sigave i Alo.
  - Alofi. Illa deshabitada, de 51 km², a 2 km de Futuna i pertanyent al regne d'Alo.

## Història
Les restes arqueològiques de Wallis daten del 1400 aC i les de Futuna són del 800 aC. Al segle xv Wallis va ser colonitzada des de Tonga, i Futuna des de Samoa. Alofi va quedar despoblada al segle xix després d'atacs caníbals duts a terme des de Futuna.
La primera presència europea va ser el 1616, quan els neerlandesos Jacob Le Maire i Willem Schouten van descobrir Futuna i Alofi, que van anomenar "illes d'Hoorn", nom del seu vaixell i de la vila que havia organitzar el viatge, el mateix nom que havien donat al cap d'Hoorn, avui conegut amb el nom espanyolitzat de cap d'Hornos. El 1767, l'anglès Samuel Wallis, després de descobrir Tahití, va arribar a l'illa d'Uvea, anomenada Wallis pels seus oficials. L'any següent el francès Louis Antoine de Bougainville va anomenar les illes d'Hoorn com illes de l'Infant Perdut (l'Enfant Perdu).
El 1837 hi van arribar els missioners francesos, que van convertir tota la població al catolicisme. Pocs anys després els nadius es van rebel·lar i van matar el cap de la missió. El 1887 els tres reis van firmar un tractat pel qual s'establia el protectorat francès, sota el govern de la colònia de Nova Caledònia. El 1917 el protectorat es va convertir en colònia, encara que mantenia la dependència administrativa de Nova Caledònia.
Durant la Segona Guerra Mundial l'illa de Wallis va ser utilitzada com a base aèria estratègica pels nord-americans. S'hi van instal·lar 6.000 soldats, que van crear noves infraestructures i van aportar una forta influència cultural.
El 1961 la colònia va passar a ser territori d'ultramar, i des del 2003 l'estatus és de col·lectivitat d'ultramar.

## Política
Tot i que Wallis i Futuna pertany a la República Francesa, s'hi mantenen les tres monarquies tradicionals que divideixen el territori: Uvea (a Wallis), Sigave (part occidental de Futuna) i Alo (part oriental de Futuna més Alofi). Hi existeix una Assemblea Territorial escollida per sufragi universal i un Consell Territorial format pels tres reis i per tres membres nomenats per l'Alt Comissionat.
Els habitants participen en l'elecció del president francès, que alhora nomena l'Alt Comissionat, i voten un senador per al Senat francès i un diputat per a l'Assemblea francesa.
Els tres reis administren la justícia d'acord amb els costums tradicionals, excepte en casos criminals, en què s'aplica la justícia francesa.

## Geografia

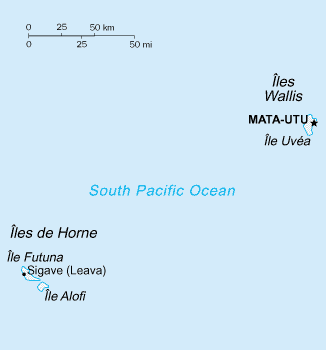
Mapa de Wallis i Futuna

Les illes són d'origen volcànic, amb un relleu accidentat i una costa escarpada protegida per un cinturó d'esculls. Wallis té un relleu molt ondulat, amb una alçada màxima de 151 m, i Futuna té el punt més alt, amb 765 m.
El clima és tropical, amb dues estacions. L'estació seca és d'abril a octubre, amb una temperatura mitjana de 25 °C. L'estació de pluges és de novembre a març, amb una temperatura mitjana de 30 °C, i amb tempestes i pluges torrencials freqüents, sobretot als vessants exposats als alisis, que provoquen el desbordament de rieres. La precipitació mitjana anual és de 2.500 a 3.000 mm.
Només el 5% de la terra és cultivable. La desforestació dels boscos originals, provocada per l'ús de la fusta com a combustible, és un problema per l'erosió del terra muntanyós de Futuna. A Alofi es fa difícil trobar aigua potable.

## Economia
L'economia de les illes és pràcticament de subsistència. Les principals indústries se centren en la copra, l'artesania, la pesca i la fusta. S'exporten fruits de l'arbre del pa, nyam, arrels de taro, bananes i porcs. S'importen productes manufacturats de França, Austràlia i Nova Zelanda. Els principals ingressos provenen dels subsidis del govern francès, de les llicències de pesca atorgades al Japó i a Corea del Sud, i dels emigrants a Nova Caledònia.
Tenen com a moneda de curs legal el franc CFP, o franc de les colònies franceses del Pacífic.

## Població
La població total de les illes és de 14.944 (cens del 2003), el 67,4% a l'illa de Wallis i un 32,6% a Futuna. La majoria dels habitants són d'origen polinesi, amb només el 2,7% de colons francesos. A més, hi ha 16.000 emigrants a Nova Caledònia.
Les llengües locals són polinèsies i es distingeix una forta influència del tongalès a Wallis i del samoà a Futuna. El francès, llengua oficial, es parla àmpliament.

## Infraestructures
Hi ha dos ports, Mata-Utu a Wallis i Leava a Futuna, un aeroport i una pista sense pavimentar. Les carreteres a Wallis són asfaltades. El territori disposa d'un codi de domini d'alt nivell a Internet: ".wf".